# Giorgi Oniani
Giorgi Oniani (georgisch გიორგი ონიანი; * 7. September 1983 in Tiflis) ist ein georgischer ehemaliger Fußballspieler.
Der Abwehrspieler begann seine Karriere bei Lokomotive Tiflis. Über Dinamo Batumi und den FC Tiflis wechselte er zu Sioni Bolnissi. In der Saison 2006/07 wurde Giorgi Oniani zum besten Abwehrspieler der 1. georgischen Liga gewählt.
Zur Saison 2007/08 wechselte er zum FC Carl Zeiss Jena, den er nach dem Abstieg des Vereins in die 3. Liga nach einem Jahr ablösefrei verlassen konnte. Danach kehrte er in seine georgische Heimat zurück.